# Dálnice v Rusku

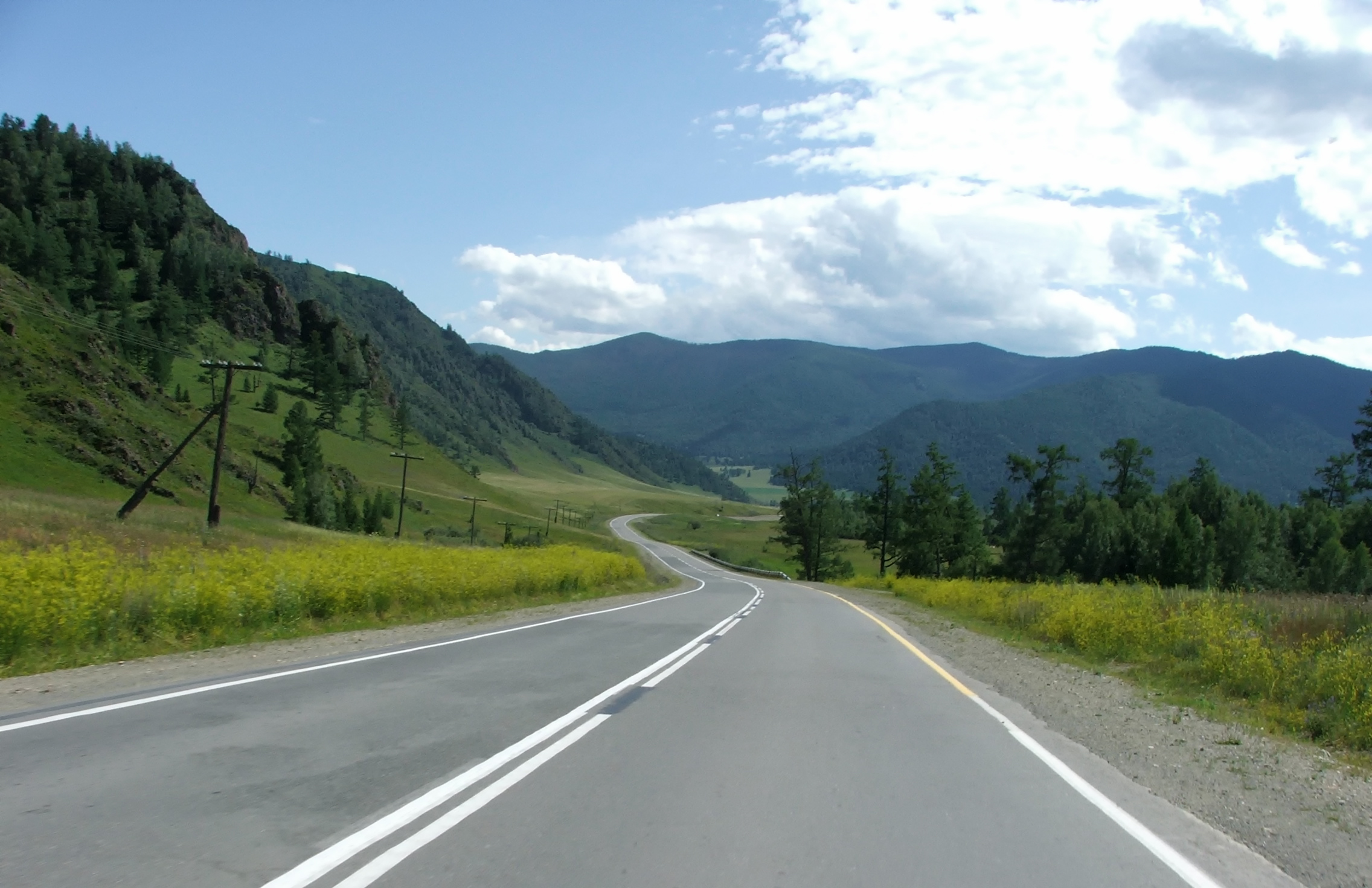
R256 Čujský trakt

Ruské federální dálnice a silnice představují síť nejdůležitějších automobilových tras v Rusku. Jsou majetkem Ruské federace a financovány jsou primárně z federálního rozpočtu. Roku 2018 bylo takovýchto silnic a dálnic v Rusku 50,8 tisíc km, i když cest odpovídajících technickými parametry českým dálnicím (dva a více pruhů, svodidla, mimoúrovňové křížení) bylo pouze přes 800 km.

## Značení
- Písmenem M jsou označeny federální dálnice a silnice, které spojují Moskvu s jinými státy nebo s hlavními městy jiných subjektů Ruské federace.
- Písmenem R jsou označeny federální dálnice a silnice, které spojují regionální hlavní města.
- Písmenem A jsou označeny ostatní federální dálnice a silnice, které spojují hlavní trasy s dalšími městy, přístavy, letišti, nádražími, státními hranicemi a jinými místy, popř. propojují hlavní trasy.

Současné značení platí od 17. listopadu 2010. Až do 1. ledna 2018 je možné užívat zároveň staré značení, které rozdělovalo federální trasy na magistrály (označení M) a ostatní federální silnice.

## Trasy

Mapa ruských federálních dálnic s výřezem Moskevské oblasti. Červeně jsou označeny dálnice s písmenem M, zeleně s písmenem R, modře s písmenem A, přerušovaně dálnice ve výstavbě.

| Číslo a název               | Mezinárodní silnice                  | Trasa | Délka   |
| --------------------------- | ------------------------------------ | --- | ------- |
| Bělorusko                   | E30 · AH6                            | Moskva — hranice s Běloruskem (na Minsk, Brest)                                                                                        | 463 km  |
| Krym                        | E105                                 | Moskva — Tula — Orel — Kursk — Bělgorod — hranice s Ukrajinou                                                                          | 720 km  |
| Ukrajina                    | E101 · E391                          | Moskva — Kaluga — Brjansk — hranice s Ukrajinou                                                                                        | 509 km  |
| Don                         | E50 · E97 · E115 · E119 · E592 · AH8 | Moskva — Voroněž — Rostov na Donu — Krasnodar — Džubga — Novorossijsk                                                                  | 1544 km |
| Ural                        | E30 · AH6 · AH7                      | Moskva — Rjazaň — Penza — Samara — Ufa — Čeljabinsk                                                                                    | 1879 km |
| Volha                       | E22 · E017                           | Moskva — Vladimir — Nižnij Novgorod — Kazaň — Ufa                                                                                      | 1351 km |
| Cholmogory                  | E115                                 | Moskva — Jaroslavl — Vologda — Archangelsk                                                                                             | 1271 km |
| Balt                        | E22                                  | Moskva — Volokolamsk — Ržev — Velikije Luki — hranice s Lotyšskem                                                                      | 610 km  |
| Rusko                       | E105 · AH8                           | Moskva — Tver — Veliký Novgorod — Petrohrad                                                                                            | 697 km  |
| M11                         |                                      | Moskva — Petrohrad | 684 km  |
| Kola                        | E105                                 | Petrohrad — Petrozavodsk — Murmansk — Pečenga — hranice s Norskem                                                                      | 1594 km |
| Kaspik                      | E38 · E40 · E119 · AH8 · AH61 · AH70 | dálnice M4 Don — Tambov — Volgograd — Astrachaň                                                                                        | 1814 km |
| Pskov                       | E95                                  | Petrohrad — Pskov — Pustoška — Něvel — hranice s Běloruskem                                                                            | 511 km  |
| R56                         |                                      | Veliký Novgorod — Solcy — Porchov — Pskov                                                                                              | 251 km  |
| R92                         |                                      | Kaluga — Peremyšl — Běljov — Orel | 206 km  |
| R119                        |                                      | Orel — Livny — Jelec — Lipeck — Tambov                                                                                                 | 414 km  |
| R120                        |                                      | Orel — Brjansk — Smolensk — hranice s Běloruskem                                                                                       | 445 km  |
| R132                        |                                      | Kaluga — Tula — Michajlov — Rjazaň | 291 km  |
| R158                        |                                      | Nižnij Novgorod — Arzamas — Saransk — Issa — Penza — Saratov                                                                           | 611 km  |
| Vjatka                      |                                      | Čeboksary — Joškar-Ola — Kirov — Syktyvkar                                                                                             | 872 km  |
| Р178                        |                                      | Saransk — Surskoje — Uljanovsk | 492 km  |
| Р193                        |                                      | Voroněž — Tambov | 213 km  |
| Р208                        |                                      | Tambov — Penza | 279 km  |
| R215                        | E119 · AH8                           | Astrachaň — Kočubej — Kizljar — Machačkala                                                                                             | 470 km  |
| R215                        |                                      | Astrachaň — Elista — Stavropol | 575 km  |
| Kavkaz                      | E50 · E117 · E119 · AH8              | dálnice M4 Don — Vladikavkaz — Groznyj — Machačkala — hranice s Ázerbájdžánem                                                          | 1118 km |
| Р228                        |                                      | Syzraň — Saratov — Volgograd | 708 km  |
| R239                        |                                      | Kazaň — Orenburg — Akbulak — hranice s Kazachstánem                                                                                    | 824 km  |
| Р240                        |                                      | Ufa — Orenburg | 150 km  |
| Р241                        |                                      | Kazaň — Buinsk — Uljanovsk | 240 km  |
| R242                        | E22                                  | Perm — Jekatěrinburg | 354 km  |
| Р243                        |                                      | Kostroma — Šarja — Kirov — Perm | 882 km  |
| Irtyš                       | E30 · AH6                            | Čeljabinsk — Kurgan — Omsk — Novosibirsk                                                                                               | 1643 km |
| Sibiř                       | AH6                                  | Novosibirsk — Kemerovo — Krasnojarsk — Irkutsk                                                                                         | 1955 km |
| R256 Čujský trakt           | AH4                                  | Novosibirsk — Bijsk — Tašanta — hranice s Mongolskem                                                                                   | 963 km  |
| Jenisej                     |                                      | Krasnojarsk — Abakan — Kyzyl — Čadan — Chandagajty — hranice s Mongolskem                                                              | 1118 km |
| Bajkal                      | AH6                                  | Irkutsk — Ulan-Ude — Čita | 1113 km |
| Р260 Taurida                |                                      | Kerč — Simferopol — Sevastopol | 253 km  |
| Amur                        | AH30 · AH31                          | Čita — Něver — Svobodnyj — Archara — Birobidžan — Chabarovsk                                                                           | 2165 km |
| R298                        | E38 · AH61                           | Kursk — Voroněž — dálnice R22 Kaspik                                                                                                   | 742 km  |
| R351                        | E22                                  | Jekatěrinburg — Ťumeň | 328 km  |
| R354                        |                                      | Jekatěrinburg — Šadrinsk — Kurgan | 372 km  |
| R402                        | E22 · E30                            | Ťumeň — Jalutorovsk — Išim — Omsk | 632 km  |
| R404                        |                                      | Ťumeň — Tobolsk — Chanty-Mansijsk | 1015 km |
| Kolyma                      |                                      | Jakutsk — Magadan | 2032 km |
| R600                        |                                      | Kostroma — Ivanovo | 120 km  |
| Ščolkovská silnice          |                                      | Moskva — A107 Moskevský malý okruh — Černogolovka                                                                                      | 43 km   |
| A104                        |                                      | Moskva — Dmitrov — Dubna | 125 km  |
| A105                        |                                      | Moskva (dálnice M4 Don) — letiště Domodědovo                                                                                           | 23 km   |
| Rubljovsko-Uspenská silnice |                                      | Rubljovka — Moskevský dálniční okruh                                                                                                   | 30 km   |
| Moskevský malý okruh        |                                      | Ikša — Noginsk — Bronnicy — Golicyno — Istra — Ikša                                                                                    | 335 km  |
| Moskevský velký okruh       |                                      | Dmitrov — Sergijev Posad — Orechovo-Zujevo — Voskresensk — Michněvo — Balabanovo — Ruza — Klin — Dmitrov                               | 553 km  |
| A109                        |                                      | Krasnogorsk - Petrovo-Dalněje | 13 km   |
| A110                        |                                      | Moskevský velký okruh — objekt Semjonovskoje                                                                                           | 1 km    |
| A111                        |                                      | dálnice M10 Rusko — státní komplex Zavidovo (reidence prezidenta RF)                                                                   | 7 km    |
| A112                        |                                      | Čepeljovo — Věljaminovo | 24 km   |
| Centrální okružní dálnice   |                                      | dálniční okruh Moskvy | 525 km  |
| A114                        |                                      | Vologda — Tichvin — R21 Kola | 531 km  |
| Petrohradský dálniční okruh |                                      | dálnice M10 Rusko — dálnice R21 Kola — dálnice R23 Pskov — dálnice A180 Narva — dálnice A121 Sortavala — Kronštadt — dálnice M10 Rusko | 142 km  |
| A119                        |                                      | Vologda — Medvežjegorsk — dálnice R21 Kola                                                                                             | 636 km  |
| Petrohradský jižní půlkruh  |                                      | Kirovsk — Mga — Gatčina — Bolšaja Ižora                                                                                                | 149 km  |
| A121                        |                                      | Petrohrad — Sortavala — dálnice R21 Kola                                                                                               | 427 km  |
| A130                        |                                      | Moskva — Malojaroslavec — Roslavl — hranice s Běloruskem                                                                               | 456 km  |
| A132                        |                                      | dálnice M1 Bělorusko — Smolensk | 9 km    |
| A133                        |                                      | dálnice M4 Don — Lipeck | 58 km   |
| A134                        |                                      | dálnice M4 Don — Voroněž | 11 km   |
| A135                        |                                      | dálnice M4 Don — Rostov na Donu | 2 km    |
| A136                        |                                      | dálnice M4 Don — Krasnodar | 11 km   |
| A142                        | E391                                 | Trosna — Kalinovka | 105 km  |
| A146                        | E115                                 | Krasnodar — Věrchněbakanskij | 148 km  |
| A147                        | E97                                  | Džubga — Soči — hranice s Abcházií | 217 km  |
| A148                        |                                      | dálnice A147 — obchvat Soči | 16 km   |
| A149                        |                                      | Adler — Krasnaja Poljana | 39 km   |
| A151                        |                                      | Civilsk — Uljanovsk | 198 km  |
| A153                        |                                      | Nytva — Kudymkar | 129 km  |
| A154                        |                                      | Urvaň — Věrchnaja Balkarija — Uštulu                                                                                                   | 86 km   |
| A155                        |                                      | Čerkessk — Dombaj — hranice s Abcházií                                                                                                 | 143 km  |
| A156                        |                                      | dálnice A155 — Archyz | 73 km   |
| A157                        |                                      | Miněralnyje Vody (letiště) — Kislovodsk                                                                                                | 47 km   |
| A158                        |                                      | Prochladnyj — Baksan — Elbrus | 130 km  |
| A159                        |                                      | Majkop — Kavkazská chráněná krajinná oblast                                                                                            | 84 km   |
| A160                        |                                      | Majkop — Usť-Labinsk — Korenovsk | 131 km  |
| A161                        | E117                                 | Vladikavkaz — Nižnij Lars — hranice s Gruzií                                                                                           | 33 km   |
| A162                        |                                      | Vladikavkaz — Alagir | 38 km   |
| A163                        |                                      | dálnice R217 Kavkaz - Vladikavkaz (letiště)                                                                                            | 4 km    |
| Transkavkazská magistrála   |                                      | Kardžin — Alagir — Nižnij Zaramag — hranice s Jižní Osetií                                                                             | 219 km  |
| A165                        |                                      | Lermontov — Čerkessk | 75 km   |
| A167                        | E50                                  | Kočubei — Něftěkumsk — Zelenokumsk — Miněralnyje Vody                                                                                  | 339 km  |
| Narva                       | E20                                  | Petrohrad — hranice s Estonskem | 160 km  |
| Skandinávie                 | E18 · AH8                            | Petrohrad — Vyborg — hranice s Finskem                                                                                                 | 147 km  |
| A212                        | E77                                  | Pskov — Izborsk — hranice s Estonskem                                                                                                  | 60 km   |
| A216                        | E77                                  | Gvardějsk — Něman — hranice s Litvou                                                                                                   | 62 km   |
| A217 Přímořský půlkruh      |                                      | Kaliningrad — Světlogorsk | 52 km   |
| A229                        | E28 · E77                            | Kaliningrad — Čerňachovsk — Něstěrov — hranice s Litvou                                                                                | 146 km  |
| A240                        |                                      | Brjansk — Novozybkov — hranice s Běloruskem                                                                                            | 221 km  |
| A260                        | E40 · AH70                           | Volgograd — Kamensk-Šachtinskij — hranice s Ukrajinou                                                                                  | 382 km  |
| A270                        | E50                                  | dálnice M4 Don — Novošachtinsk — hranice s Ukrajinou                                                                                   | 33 km   |
| A280                        | E58                                  | Rostov na Donu — Taganrog — hranice s Ukrajinou                                                                                        | 117 km  |
| A290                        | E97 · E115                           | Novorossijsk — Krymský most — Kerč | 166 km  |
| A295                        |                                      | Joškar-Ola — Zelenodolsk— dálnice M7 Volha                                                                                             | 120 km  |
| A300                        | E121 · AH63                          | Samara — Bolšaja Černigovka — hranice s Kazachstánem                                                                                   | 194 km  |
| A305                        |                                      | Orenburg — Ilek — hranice s Kazachstánem                                                                                               | 130 km  |
| A310                        | E123 · AH7                           | Čeljabinsk — Troick — hranice s Kazachstánem                                                                                           | 150 km  |
| A320                        | E127 · AH60                          | Omsk — Čerlak — hranice s Kazachstánem                                                                                                 | 188 km  |
| A322                        | AH64                                 | Barnaul — Rubcovsk — hranice s Kazachstánem                                                                                            | 330 km  |
| Viljuj                      |                                      | Tulun — Bratsk — Usť-Kut — Mirnyj — Jakutsk                                                                                            | 3000 km |
| A333                        |                                      | Kultuk — Mondy — hranice s Mongolskem                                                                                                  | 219 km  |
| A340                        | AH3                                  | Ulan-Ude — Kjachta — hranice s Mongolskem                                                                                              | 219 km  |
| A350                        | AH6                                  | Čita — Zabajkalsk — hranice s Čínou | 491 km  |
| Lena                        |                                      | Něver — Jakutsk | 1235 km |
| A361                        |                                      | dálnice A360 Lena — hranice s Čínou | 60 km   |
| Ussuri                      | AH6 · AH30                           | Chabarovsk — Vladivostok | 760 km  |
| A371                        |                                      | Vladivostok — Ruský ostrov |         |
| Východ                      |                                      | Chabarovsk — Krasnyj Jar — Ariadnoje — Čugujevka — Nachodka                                                                            | 824 km  |
| A381                        |                                      | silnice z Narjan-Maru na místní letiště                                                                                                | 2 km    |
| A382                        |                                      | Dudinka — letiště Norilsk | 54 km   |
| A383                        |                                      | silnice z Tury na místní letiště | 14 km   |
| A384                        |                                      | silnice z Anadyru na místní letiště | 9 km    |
| A391                        |                                      | Južno-Sachalinsk — Korsakov | 37 km   |
| A392                        |                                      | Južno-Sachalinsk — Cholmsk | 89 km   |
| A401                        |                                      | silnice z přístavu Petropavlovsk-Kamčatskij na místní letiště                                                                          | 17 km   |

## Galerie

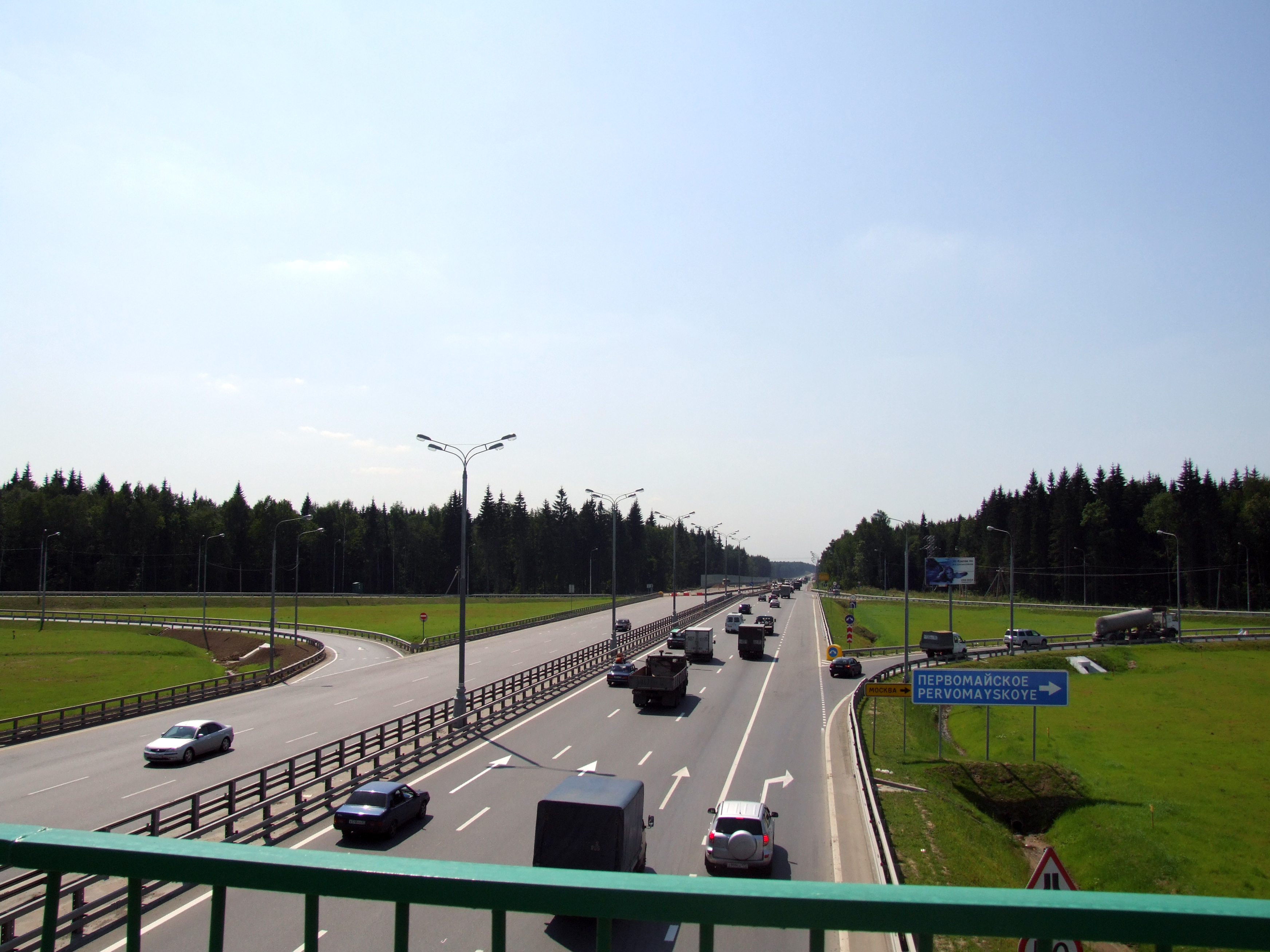
M3 Ukrajina
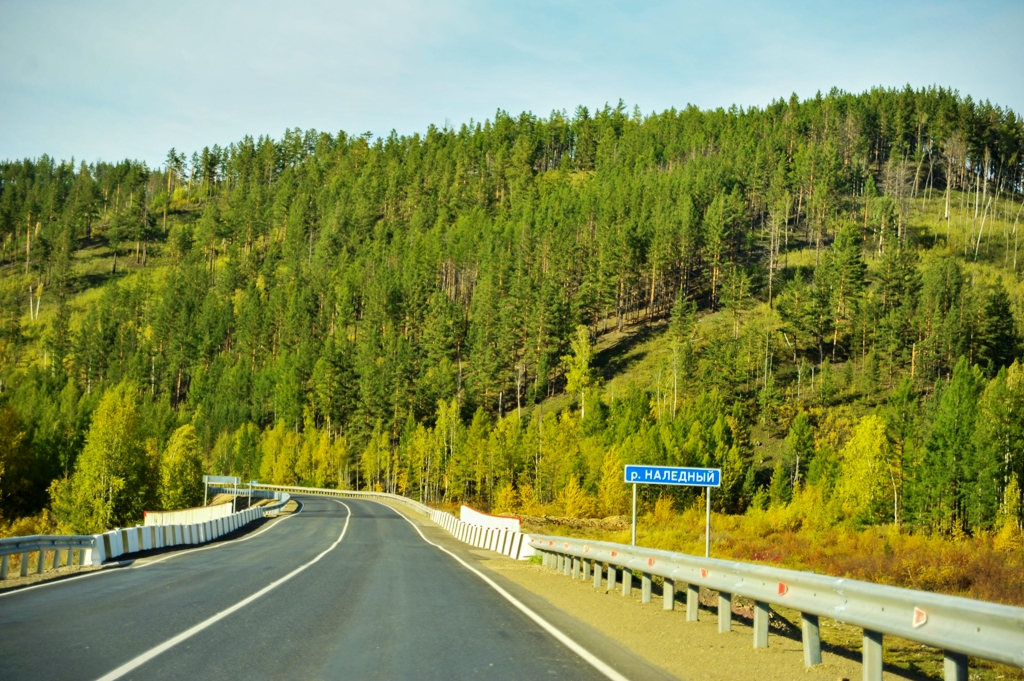
R258 Bajkal
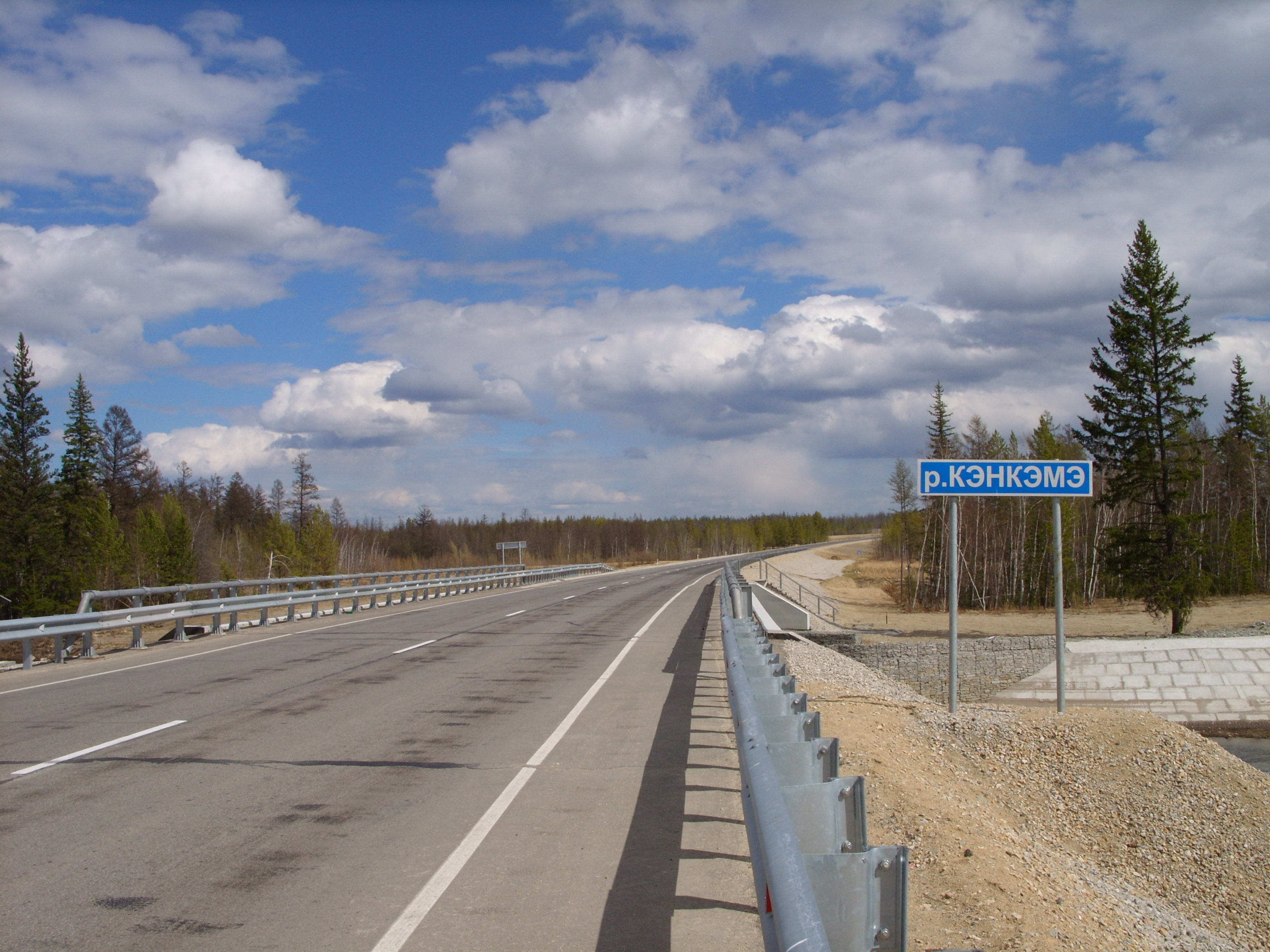
A331 Viljuj
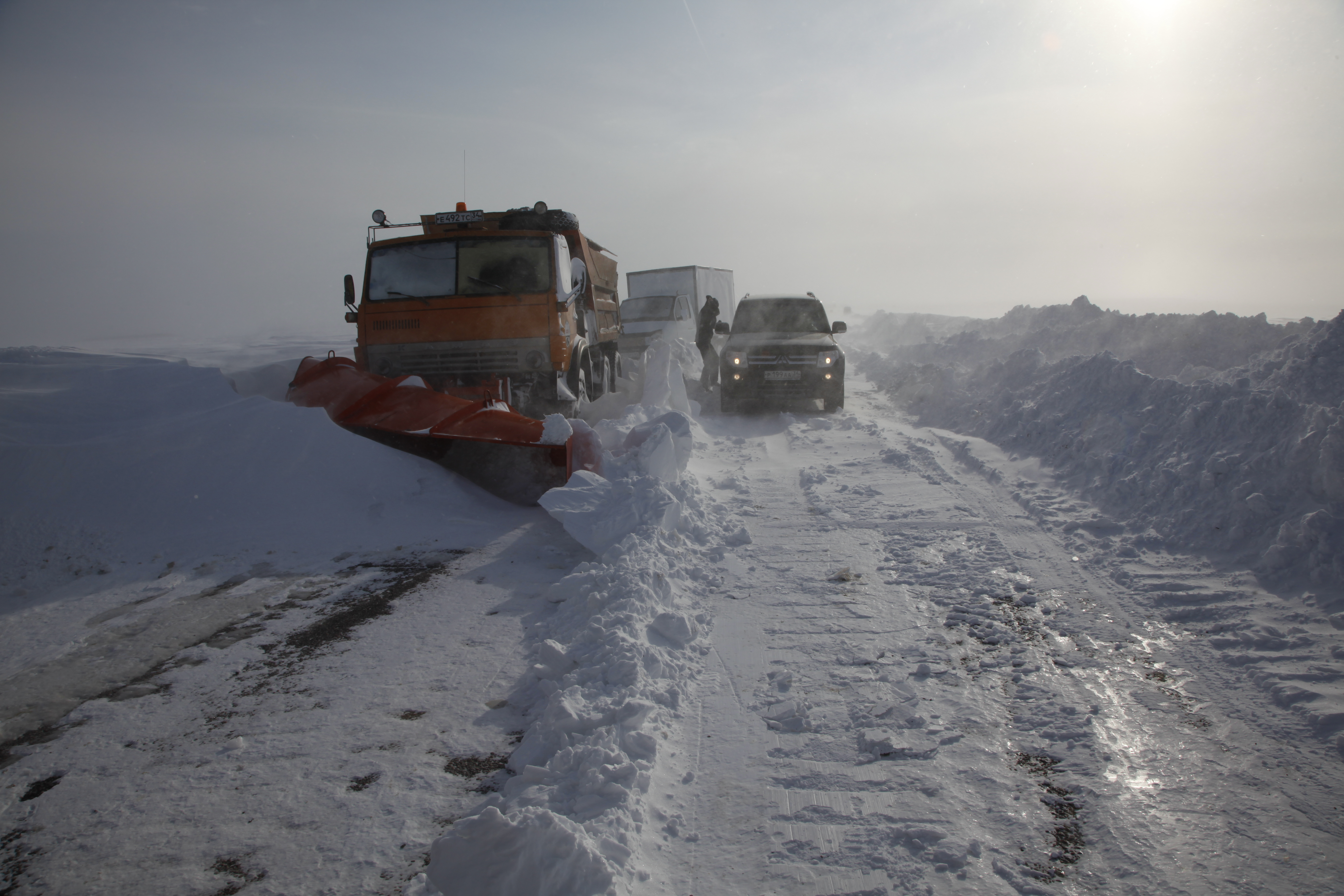
R228
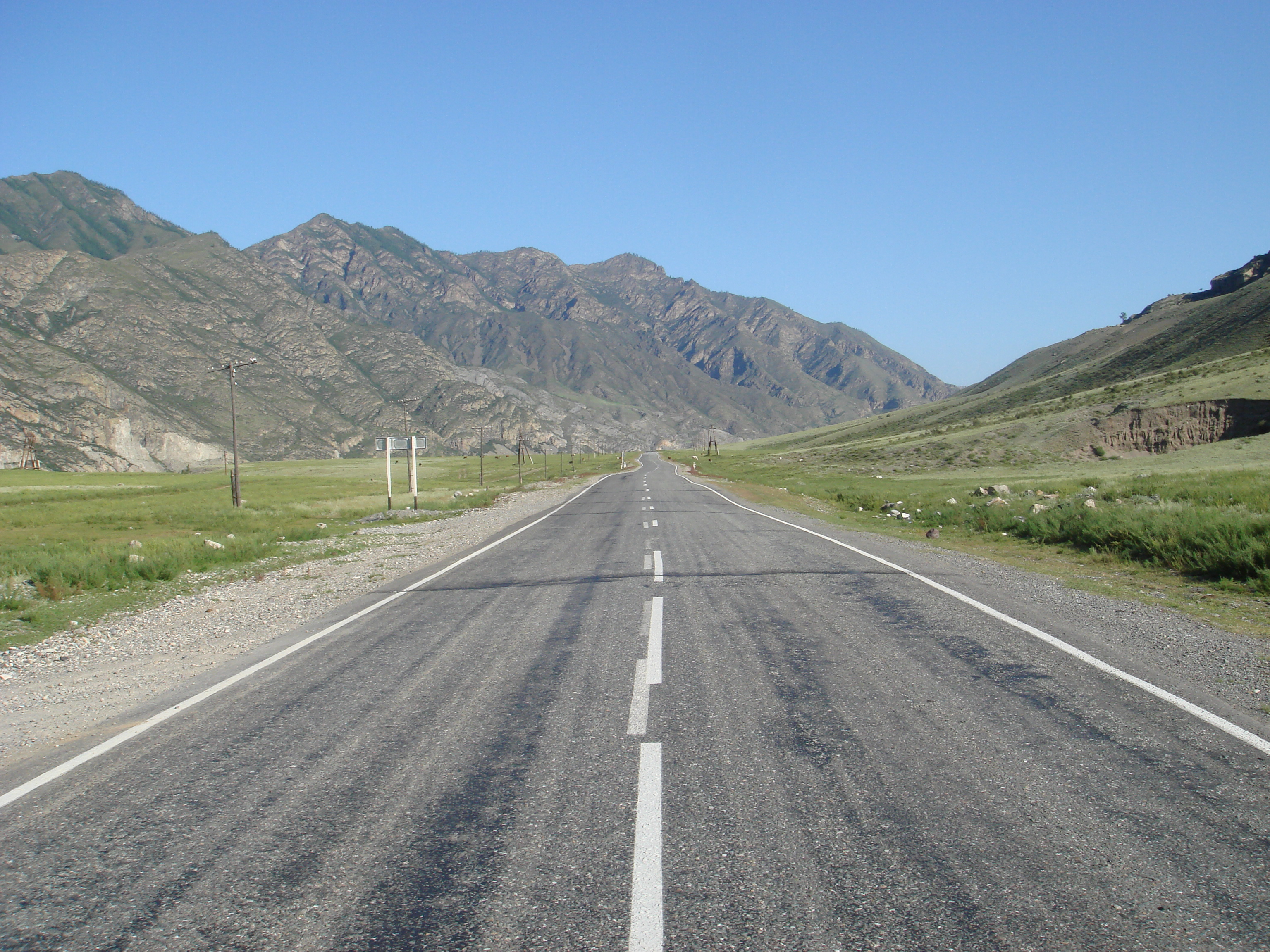
R256 Čujský trakt
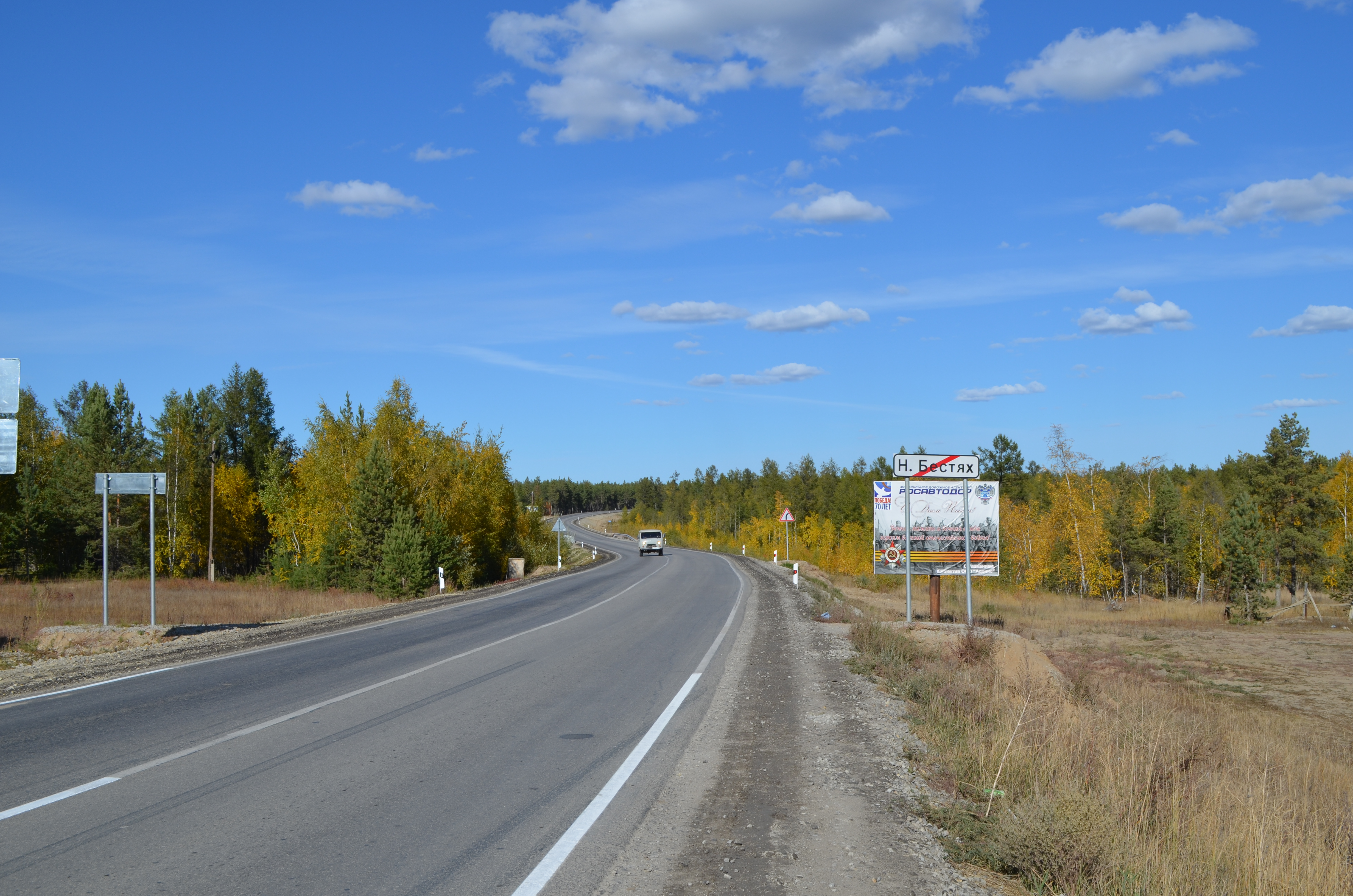
R504 Kolyma
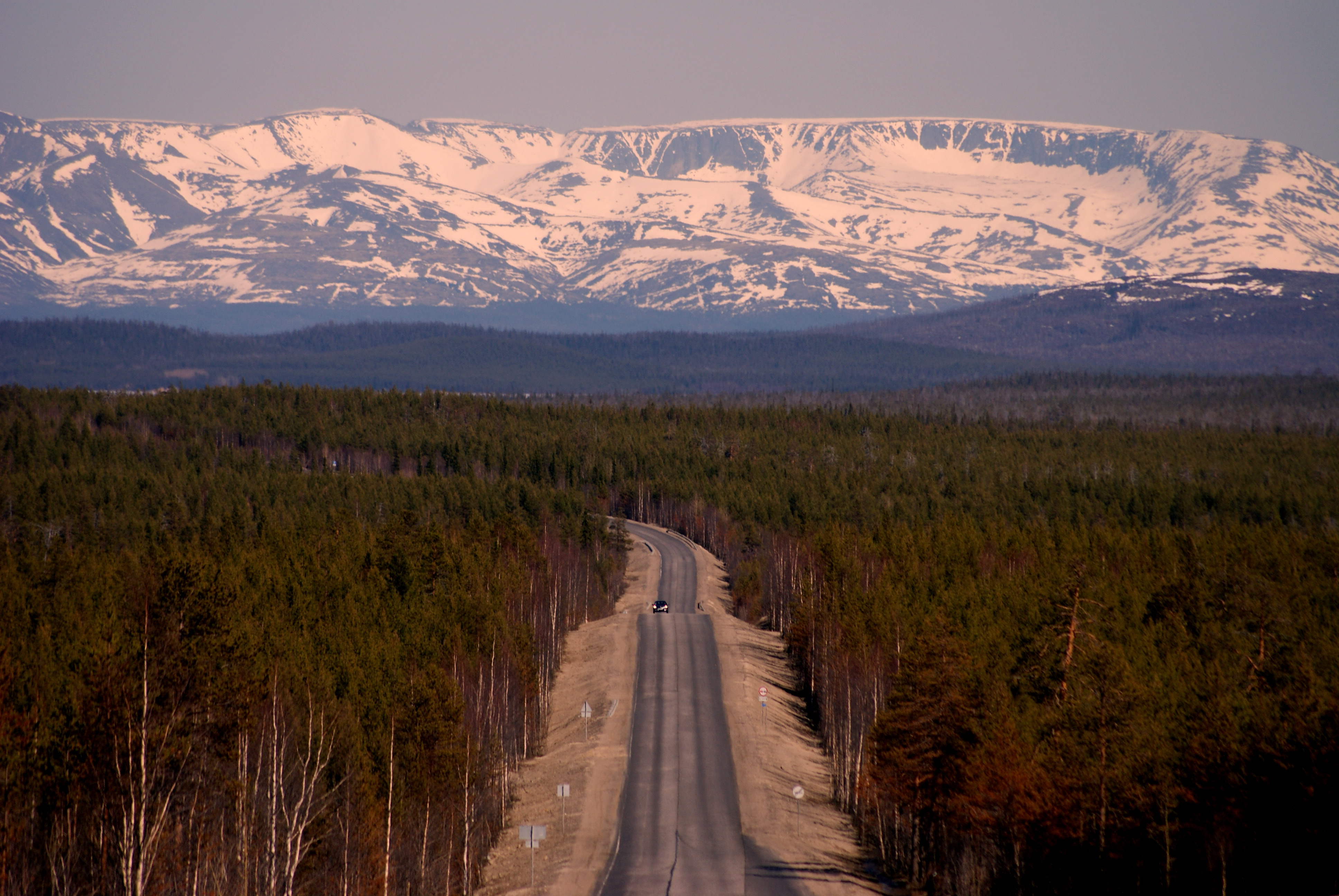
R21 Kola
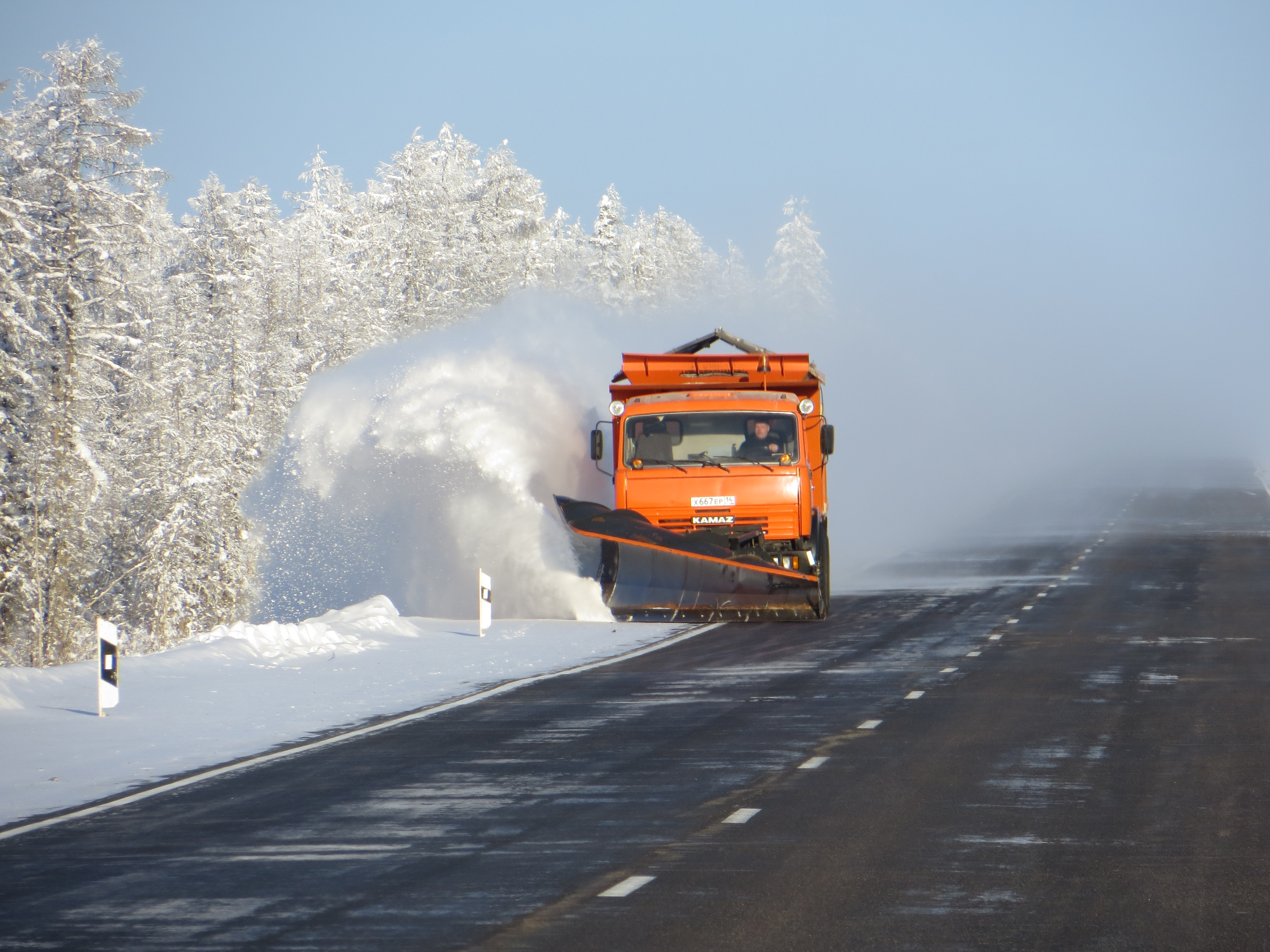
A360 Lena
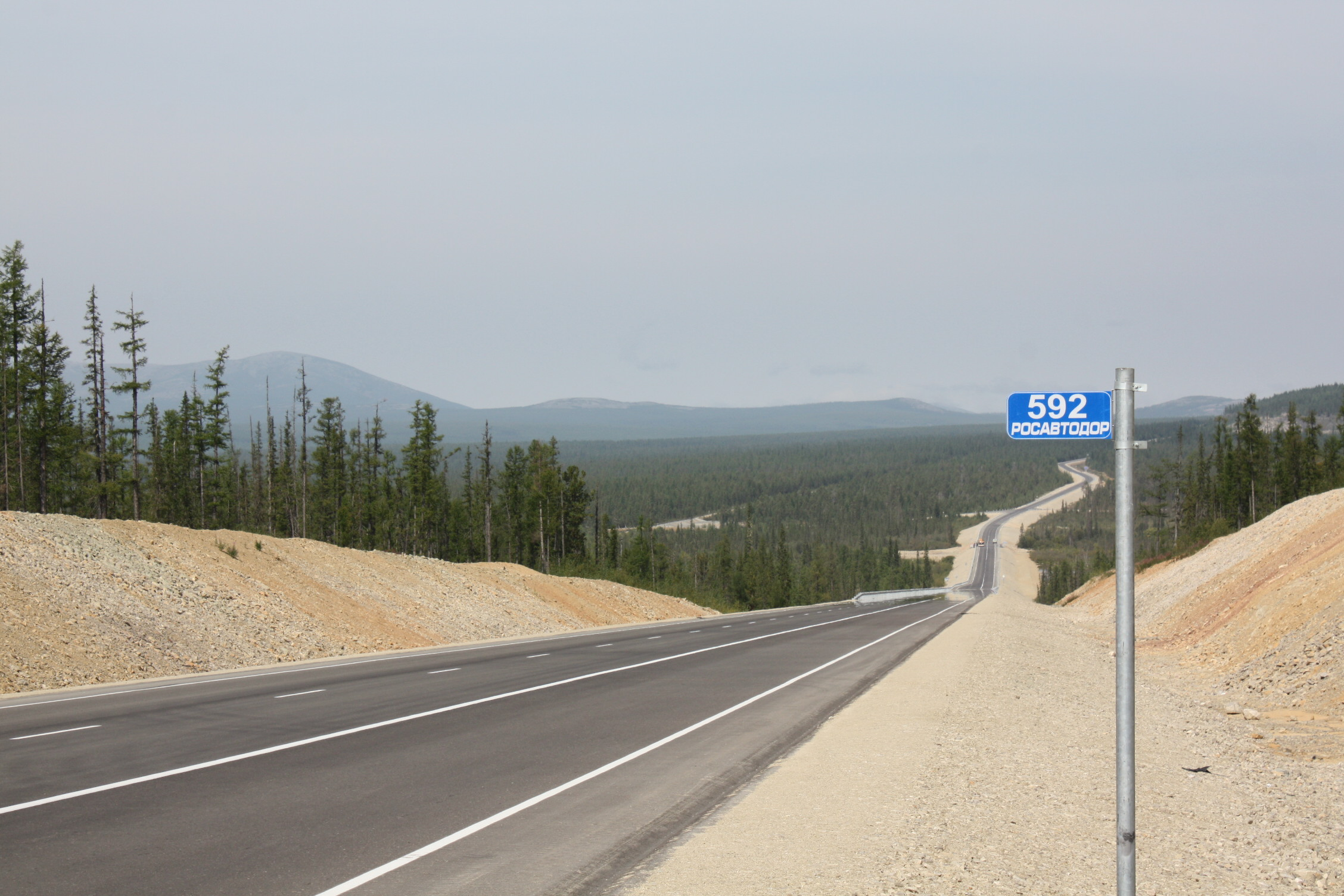
A360 Lena
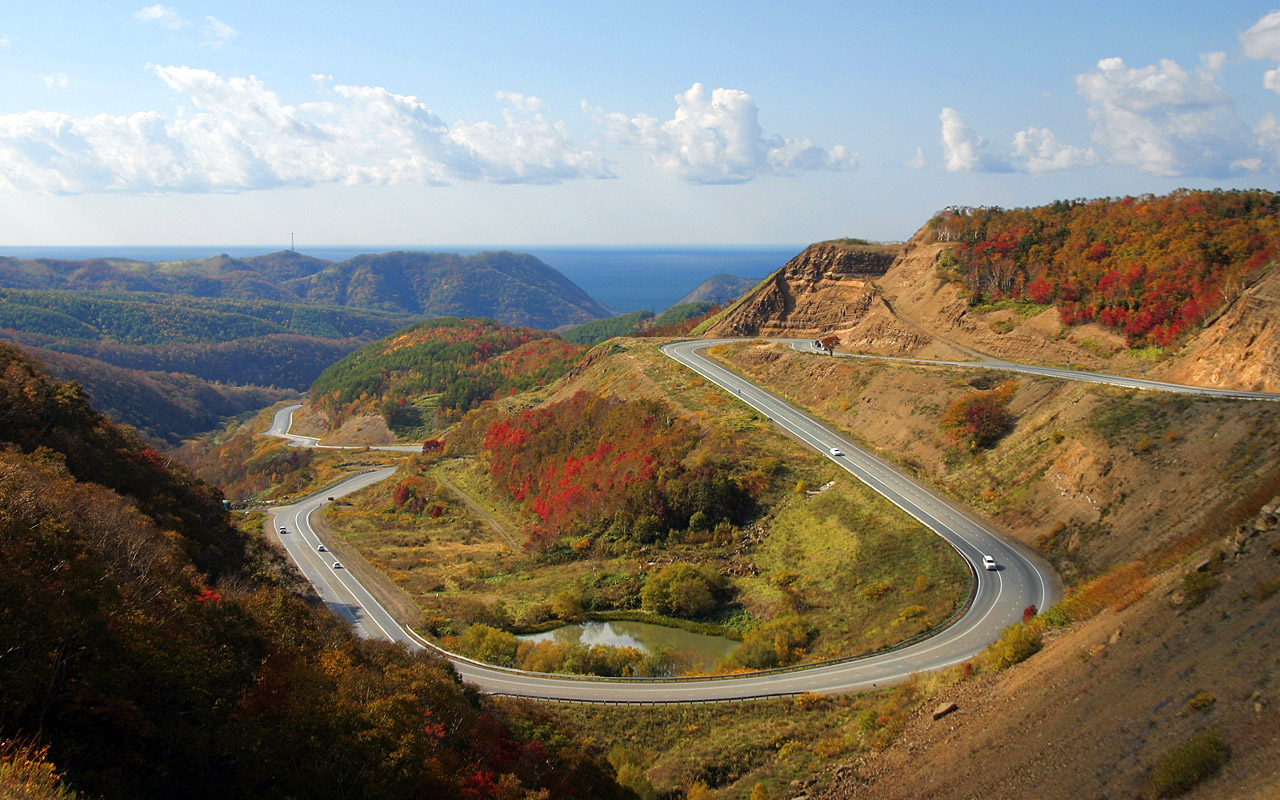
А392
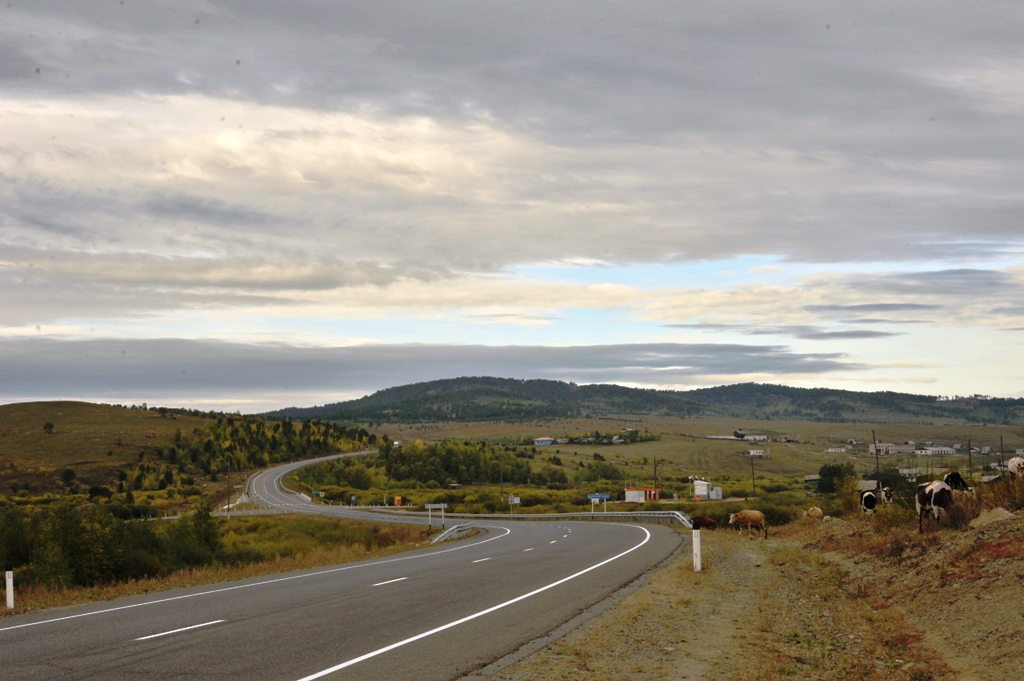
R297 Amur
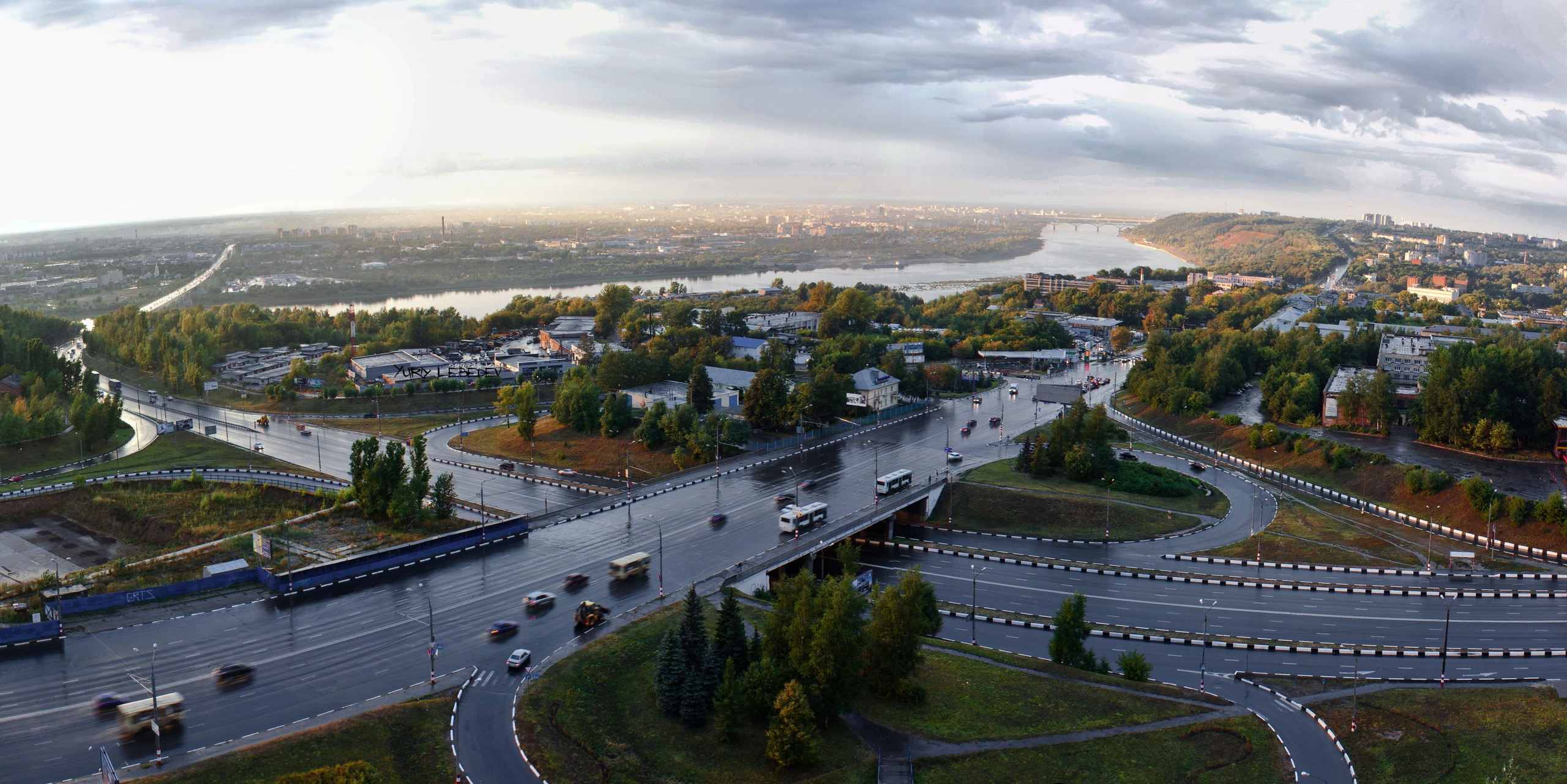
M7 Volha v Nižním Novgorodu
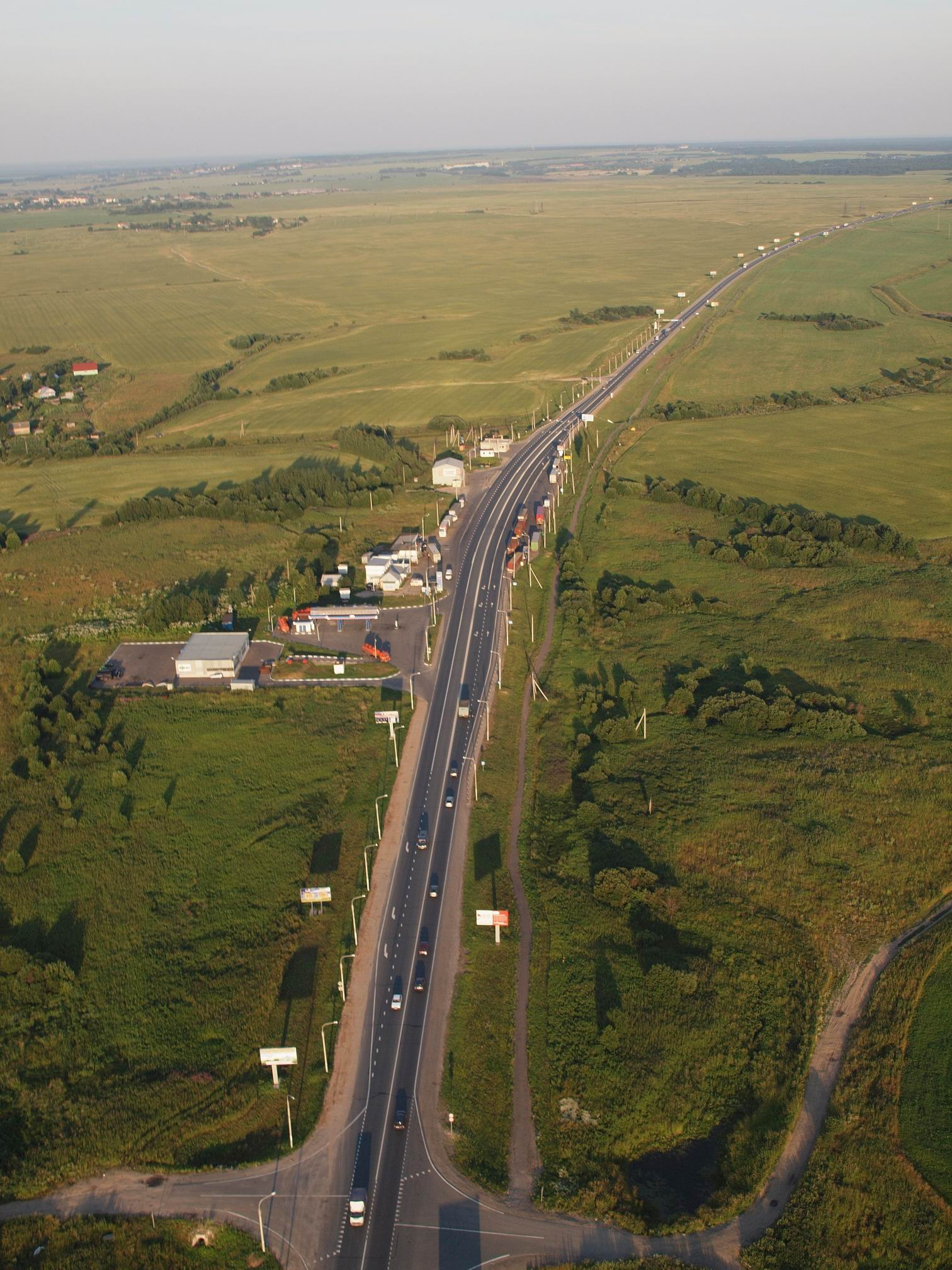
M8 Cholmogory
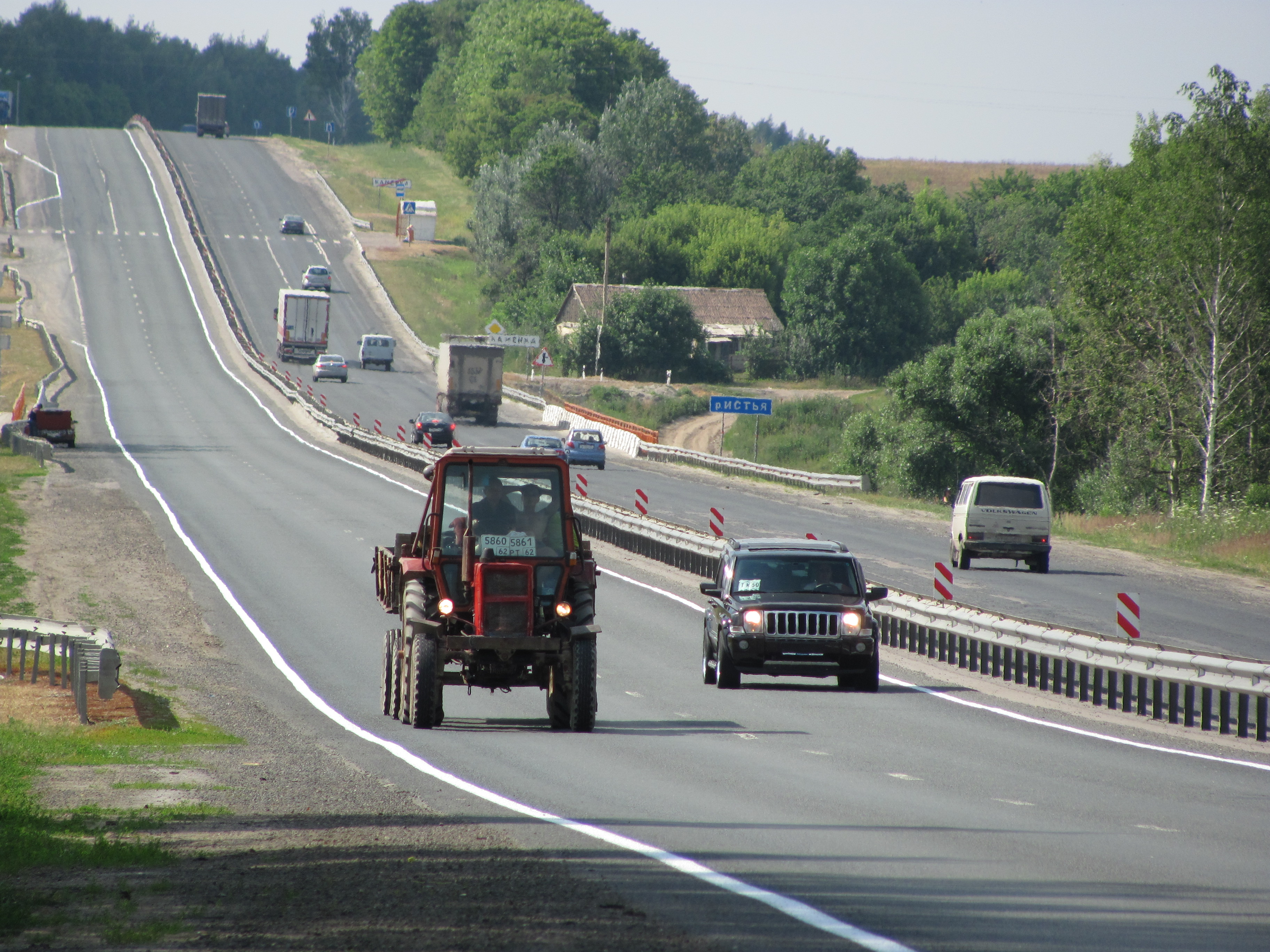
M5 Ural
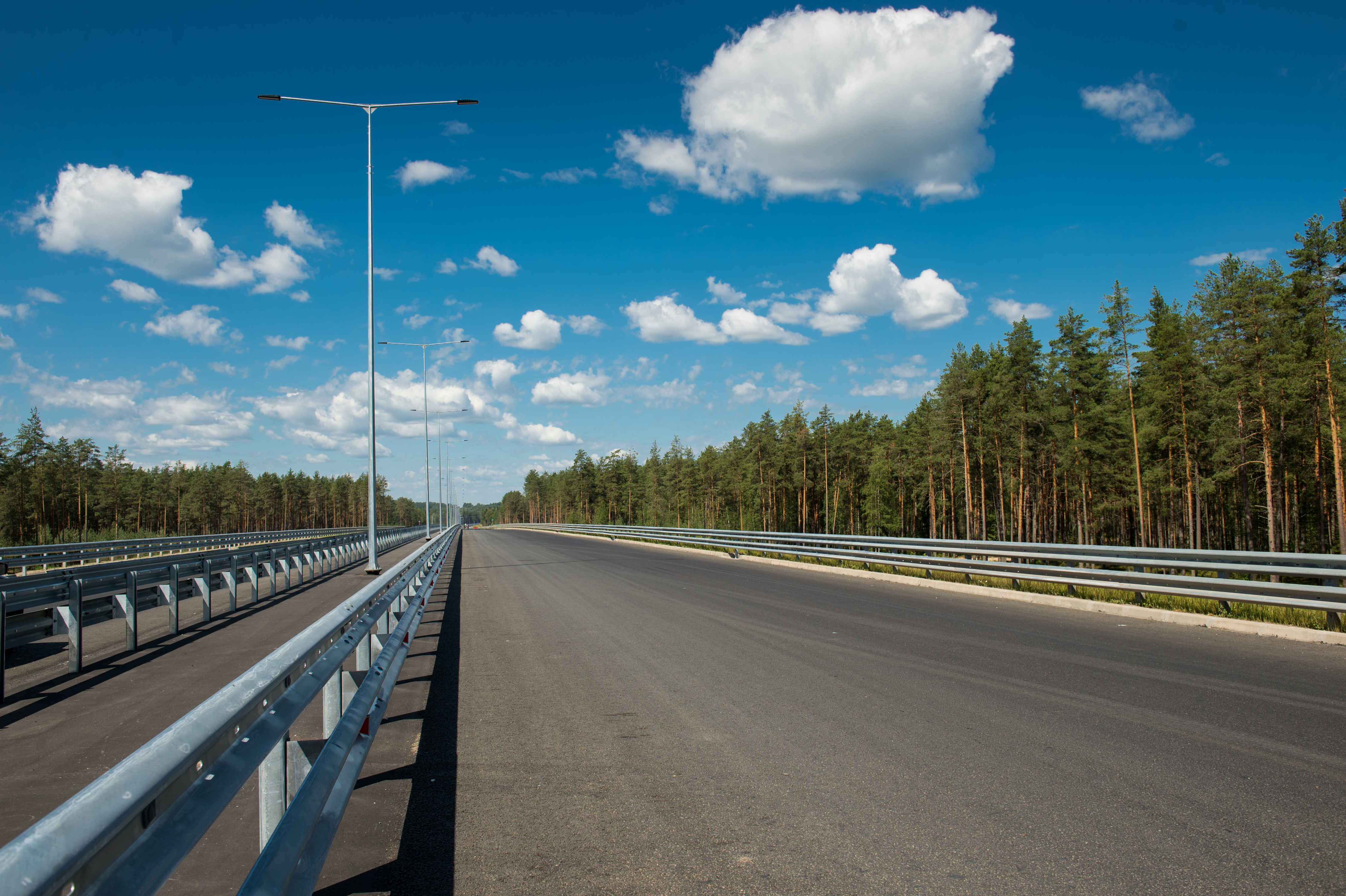
M11